# Nicèfor Gregoràs
Nicèfor Gregoràs o Grègores (en llatí Nicephorus Gregoras, en grec Νικηφόρος ὁ Γρηγορᾶς) (Heraclea Pòntica, 1296 - Heraclea Pòntica, 1360) va ser un historiador que va viure a l'Imperi Romà d'Orient als segles xiii i xiv.

## Biografia
Va rebre educació de l'arquebisbe local, Joan, fins que va ser enviat a Constantinoble i llavors el va educar el patriarca Joan Glicàs. Va aprendre matemàtiques i astronomia de Teodor Metoquita. Bastant jove va agafar les ordes i es va fer amic de l'emperador romà d'Orient Andrònic II Paleòleg, que li va oferir el càrrec de cartofílac (custodi i director dels arxius imperials), tot i que Gregoràs el va declinar. Més tard però va acceptar altres oficis i va ser enviat com ambaixador al kral (sobirà) de Sèrbia l'any 1326. En aquest temps, amb poc més de 30 anys, ja era conegut pels seus grans coneixements. Una disputa sobre el dia que s'havia de celebrar la Pasqua va donar ocasió a Gregoràs per demostrar que el càlcul que es feia servir fins aleshores per fixar-ne el dia era erroni i va proposar un nou mètode, però el clergat ortodox va tenir por d'una reacció del supersticiós poble de la capital davant una reforma del calendari. Tres-cents anys després el papa Gregori XIII va adoptar aquest sistema, quan va veure que els càlculs eren força correctes. L'obra on parlava del tema es conserva, i els astrònoms la consideren molt interessant.
Com amic de l'emperador romà d'Orient Andrònic II Paleòleg, va ser arrossegat en la seva caiguda l'any 1328, quan el seu net Andrònic III Paleòleg el va deposar, i va confiscar a Gregoràs les seves propietats. Durant uns anys va viure retirat i sense aparèixer en públic excepte per fer algunes lectures i conferències que eren seguides amb molt d'interès. La virulència del seu llenguatge va portar a que es guanyés molts enemics. L'any 1332 va llegir l'oració fúnebre d'Andrònic II Paleòleg i la del seu mestre Teodor Metoquita.

## Política
Es va oposar a la unió de les esglésies llatina i grega proposada pel papa Joan XXII, que havia enviat emissaris a Constantinoble amb aquest objectiu. El monjo Barlaam de Seminara va anar a Constantinoble amb el propòsit de provocar les dissensions entre els catòlics i els ortodoxos, i les seves idees van xocar amb les de Nicèfor Gregoràs. En les disputes públiques que es van celebrar, Gregoràs va vèncer el seu rival que es va retirar avergonyit a Tessalònica. Però ja tot l'afer va portar seriosos conflictes: Gregori Palames, que després va ser arquebisbe de Tessalònica, va abraçar la causa de Barlaam i es va enfrontar amb Gregori Acindí, en l'anomenada «controvèrsia dels palamites (seguidors de Palames) i els acindinites (seguidors d'Acindí)» que, com altres discussions religioses a l'Imperi Romà d'Orient, va adquirir caràcter polític.
Gregoràs va decidir mantenir-se neutral i, degut al seu caràcter violent, els dos partits el van considerar sospitós de simpatitzar amb el contrari. Palames va ser condemnat pel sínode celebrat l'any 1345 i els acindinites haurien sacrificat Nicèfor Gregoràs si no hagués estat defensat per Joan Cantacuzè, que després va ser emperador. Una mica més tard els acindinites van ser condemnats al seu torn, i els palamites van accedir al poder. Joan Cantacuzè s'hi va afegir. Els ara victoriosos consideraven Nicèfor Gregoràs el seu enemic i quan Cantacuzè el va abandonar, va ser empresonat (1351) però després el van alliberar, tot i que per la propaganda, s'havia fet odiós al poble. Es va retirar al seu monestir de Cora i va morir el 1359 o poc després. El poble, exaltat, va insultar les seves restes.

## Obra
Gregoràs va escriure nombroses obres d'història, religió, filosofia, astronomia, panegírics, poemes, i assajos sobre temes variats. La seva obra principal és ωμαικῆς Ἱστορίας Λόγοι, normalment anomenada Historia Byzantina, en 38 llibres, que començava a la captura de Constantinoble per Imperi Llatí l'any 1204 i anava fins al 1359. Se'n van imprimir 24 llibres que anaven des de l'ocupació llatina durant la Quarta Croada (1204) fins al 1359. A mesura que s'acostava al seu propi temps l'extensió de la història s'incrementava, però perdia claredat. L'obra és poc imparcial quant a l'efecte, i l'estil bombat, difús, ple de repeticions i d'expressions; fets de poca importància són narrats amb elegància artificial, mentre fets importants passen desapercebuts, o són narrats amb pomposes expressions. Tot i així va recopilar una quantitat de fets immensa que s'haurien perdut si no els hagués conservat a la seva obra. La primera edició en llatí es va fer el 1562 (11 llibres).